# 천우협
천우협(일본어: 天佑侠 텐유쿄[*])은 1894년 동학농민혁명당시 동학농민군의 지원을 명목으로 부산 외국인거류지의 일본인들이 결성한 장사집단이다.
동학농민군의 봉기 이후 부산에 거주하던 요시쿠라 오세이, 다케다 한시, 오사키 마사요시(大崎正吉) 등 9명이 결성한 후, 니로쿠 신보주필 스즈키 덴간, 현양사의 우치다 료헤이와 오하라 요시타케 그리고 일본 국내 범아시아주의자 등이 합류하여 총 14명이 부산을 출발했다. 천우협은 동학군의 전봉준과 전라북도 순창에서 회견을 가지고 청나라가 조선의 종주권을 주장하기에 적합하지 않음을 설득, 한성을 점령중인 청군을 공격할 것을 호소했다. 이후 한성부로 움직이다 중간에 청일 전쟁이 발발하자 일본군에 합류, 이후 일본군을 위한 정찰활동을 하다가 이런저런 사정으로 일본에 귀국하면서 자연 소멸했다.